# Apo-beta-carotenoide-14',13'-diossigenasi
La apo-beta-carotenoide-14',13'-diossigenasi è un enzima appartenente alla classe delle ossidoreduttasi, che catalizza la seguente reazione:
8′-apo-β-carotenolo + O2 ⇄ 14′-apo-β-carotenale + H2O
Si tratta di un enzima tiolo-dipendente. A differenza della beta-carotene 15,15'-monoossigenasi (numero EC 1.14.99.36), esso non è attivo con il β-carotene. Probabilmente nella reazione viene prodotto anche 2-metil-6-ossoepta-2,4-dienale.